# Nilla Fischer
Åsa Nilla Maria Fischer (født 2. august 1984) er en svensk fodboldspiller, som spiller for VfL Wolfsburg i den tyske Bundesliga og for Sveriges kvindefodboldlandshold. Hun har tidligere været anfører for FC Rosengård.

## Hæder

### Klub
LdB FC Malmö
- Damallsvenskan:  Vinder 2010, 2011
- Svenska Supercupen:  Vinder 2011

VfL Wolfsburg
- UEFA Women's Champions League:  Vinder 2013–14
- Bundesliga:  Vinder 2013–14, 2016-17
- DFB-Pokal:  Vinder 2014–15, 2015–16

### Individuel
- 2013: Sølvstøvlen under EM i fodbold
- 2013: EM i fodbold All Star Team
- 2013: Bedste kvindelige forsvarer i Sverige
- 2014: Bedste kvindelige forsvarer i Sverige
- 2014: Årets kvindelige spiller i Europa Tredjeplads
- 2016: FIFPro: FIFA FIFPro World XI 2016[6]